# Riccardo Lamba

Wappen von Riccardo Lamba

Wappen von Riccardo Lamba als Weihbischof in Rom

Riccardo Lamba (* 30. November 1956 in Caracas, Venezuela) ist ein italienischer römisch-katholischer Geistlicher und Erzbischof von Udine.

## Leben
Riccardo Lamba kam 1965 mit seiner Familie nach Italien. Er absolvierte zunächst ein Studium der Medizin. 1984 trat Lamba ins Päpstliche Römische Priesterseminar ein. Er studierte Philosophie und Katholische Theologie an der Päpstlichen Universität Gregoriana in Rom. Am 6. Mai 1986 empfing Lamba in der Lateranbasilika durch den Kardinalvikar des Bistums Rom, Ugo Poletti, das Sakrament der Priesterweihe für das Bistum Rom. Nach weiterführenden Studien erwarb er an der Päpstlichen Universität Gregoriana ein Lizenziat im Fach Psychologie.
Lamba war zuerst als Assistent am Päpstlichen Römischen Priesterseminar (1989–1991) und an der Fakultät für Medizin und Chirurgie der Katholischen Universität vom Heiligen Herzen (1991–2000) tätig, bevor er Pfarrer der Pfarrei Sant’Anselmo alla Cecchignola wurde. Von 2002 bis 2018 wirkte er als Pfarrer der Pfarrei Gesù Divino Lavoratore im römischen Stadtteil Portuense. Ab 2018 war Lamba Pfarrer der Pfarrei San Ponziano im Stadtteil Monte Sacro Alto.
Am 27. Mai 2022 ernannte ihn Papst Franziskus zum Titularbischof von Medeli und zum Weihbischof in Rom. Der Kardinalvikar des Bistums Rom, Angelo De Donatis, spendete ihm sowie Baldassare Reina und Daniele Salera am 29. Juni desselben Jahres die Bischofsweihe; Mitkonsekratoren waren der emeritierte Erzbischof von Agrigent, Francesco Kardinal Montenegro, und der Erzbischof von Siena-Colle di Val d’Elsa-Montalcino, Augusto Paolo Kardinal Lojudice. Sein Wahlspruch Illum oportet crescere me autem minui („Er muss wachsen, ich aber muss kleiner werden“) stammt aus Joh 3,30 .
Papst Franziskus bestellte ihn am 23. Februar 2024 zum Erzbischof von Udine. Die Amtseinführung erfolgte am 5. Mai desselben Jahres.